# London-Marathon 2017
| 37. London-Marathon    | 37. London-Marathon                |
| ---------------------- | ---------------------------------- |
| Stadt                  | London, Vereinigtes Königreich     |
| Datum                  | 23. April 2017                     |
| Distanz                | 42,195 Kilometer                   |
| Sieger                 |                                    |
| Männer                 | Daniel Kinyua Wanjiru (2:05:48 h)  |
| Frauen                 | Mary Jepkosgei Keitany (2:17:01 h) |
| ← London-Marathon 2016 | London-Marathon 2018 →             |
| Website                | Offizielle Website                 |

Der London-Marathon 2017 (offiziell: Virgin Money London Marathon 2017) war die 37. Ausgabe der jährlich stattfindenden Laufveranstaltung in London, Vereinigtes Königreich. Der Marathon fand am 23. April 2017 statt. Er war der erste Lauf des World Marathon Majors 2017/18 und hatte das Etikett Gold der IAAF Road Race Label Events 2017.
Bei den Männern gewann Daniel Kinyua Wanjiru in 2:05:48 h und bei den Frauen Mary Jepkosgei Keitany in 2:17:01 h. 
Siegerin Mary Jepkosgei Keitany hatte sich beinahe übernommen: Sie passierte die Halbmarathonmarke in 1:06:54 h und war damit die schnellste Frau überhaupt (Paula Radcliffe brauchte bei ihrem Rekord dafür 1:08:02 h). Ihre Schlusszeit von 2:17:01 h stellten trotzdem sowohl einen Afrika-Rekord als auch den Weltrekord für ein Nur-Frauen-Rennen auf.

## Ergebnisse

### Männer

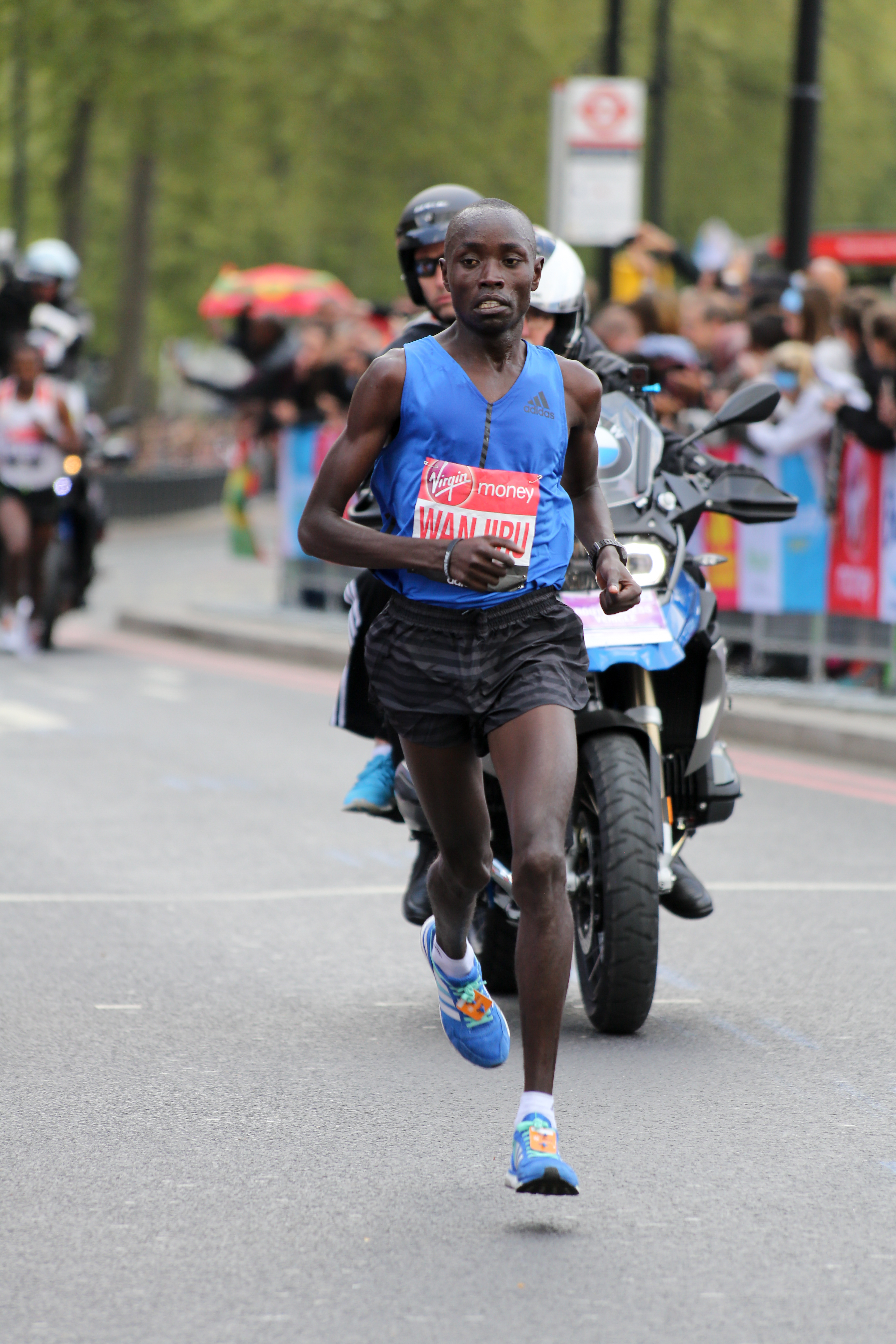
Daniel Kinyua Wanjiru

| Platz | Athlet                | Land       | Zeit (h) |
| ----- | --------------------- | ---------- | -------- |
| 01    | Daniel Kinyua Wanjiru | Kenia      | 2:05:48  |
| 02    | Kenenisa Bekele       | Äthiopien  | 2:05:57  |
| 03    | Bedan Karoki Muchiri  | Kenia      | 2:07:41  |
| 04    | Abel Kirui            | Kenia      | 2:07:45  |
| 05    | Alphonce Felix Simbu  | Tansania   | 2:09:10  |
| 06    | Ghirmay Ghebreslassie | Eritrea    | 2:09:57  |
| 07    | Asefa Mengstu         | Äthiopien  | 2:10:04  |
| 08    | Amanuel Mesel         | Eritrea    | 2:10:44  |
| 09    | Javier Guerra         | Spanien    | 2:10:55  |
| 10    | Michael Shelley       | Australien | 2:11:38  |

### Frauen

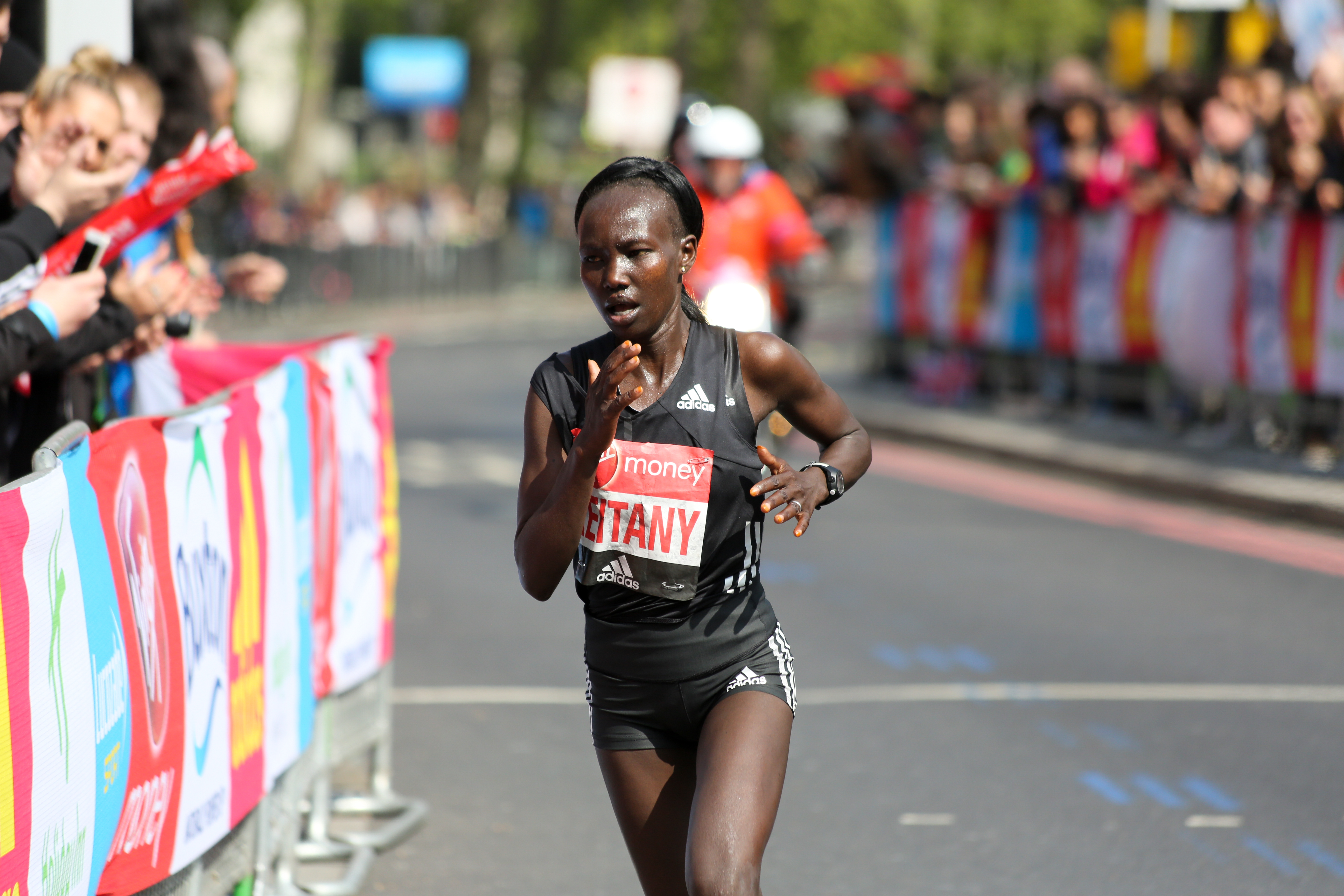
Mary Jepkosgei Keitany

| Platz | Athletin                  | Land               | Zeit (h) |
| ----- | ------------------------- | ------------------ | -------- |
| 01    | Mary Jepkosgei Keitany    | Kenia              | 2:17:01  |
| 02    | Tirunesh Dibaba           | Äthiopien          | 2:17:56  |
| 03    | Aselefech Mergia          | Äthiopien          | 2:23:08  |
| 04    | Vivian Jepkemoi Cheruiyot | Kenia              | 2:23:50  |
| 05    | Lisa Jane Weightman       | Australien         | 2:25:15  |
| 06    | Laura Thweatt             | Vereinigte Staaten | 2:25:38  |
| 07    | Helah Kiprop              | Kenia              | 2:25:39  |
| 08    | Tigist Tufa               | Äthiopien          | 2:25:52  |
| 09    | Florence Jebet Kiplagat   | Kenia              | 2:26:25  |
| 10    | Jessica Trengove          | Australien         | 2:27:01  |